# Caballeros de la Quema
Caballeros de la Quema es una banda argentina de rock alternativo, oriunda de Morón (Provincia de Buenos Aires), que se formó a principios de 1990. Su primer periodo comenzó en 1989 y finalizó en 2002, para dar regreso en 2017 hasta la actualidad. Está conformada por Iván Noble, Carlos Arin, Martín Méndez, Javier Cavo, Pablo Guerra, Patricio Castillo y Rubén Casco.
Agrupación clave de finales de los 90s y principios del siglo XXI, dos de sus álbumes: Perros, perros y perros (1996) y Fulanos de nadie (2000) han sido incluidos por el poeta y ensayista Mariano Torrent entre los mejores álbumes de la música en español, en los puestos 16 y 14 respectivamente.

## Historia
Se formaron en 1989 en Morón. Tres de los miembros de una banda de rock sinfónico llamada El Aleph (todos exalumnos del colegio Dorrego, de Morón), fueron el embrión de lo que tiempo después serían Los Caballeros de la Quema. Las tres primeras canciones que ensayaron con esa primitiva formación son bocetos que terminarían en «Tibia peste», «Carlitos» y «Buenos Aires esquina Vietnam». Adoptaron el nombre Caballeros de la Quema, cuando hojeando revistas en una de ellas encontraron una nota al humorista Pepe Marrone, donde contaba que su primera troupe de circo se había llamado Los Caballeros de la Quema.
En aquel tiempo pasan por diferentes cambios de formación, que incluyen el paso de Iván Noble a la voz, dejando la batería. Habían probado cantantes, incluso femeninas, hasta que Iván, quien escribía la mayoría de las letras, pasó a cantar. Martín Méndez e Iván todavía eran estudiantes de Sociología en la Universidad de Buenos Aires, ya se había incorporado Javier Cavo en la batería y Pablo Guerra se sumaba luego de haber fundado Los Piojos.
En 1991 editan en forma independiente su primera producción en casete titulada Primavera negra.

### 1993:Manos vacías
En 1993 el sello Iguana Records (BMG) editó su primer CD titulado Manos vacías. De allí saldrían clásicos como «Patri», «Carlito» (con video de Picky Tallarico), «Gusanos» y «Buenos Aires esquina Vietman», entre otros. Fueron invitados por Joaquín Sabina a abrir su show en el estadio de Ferro ante más de 15 mil espectadores. Realizan shows en Rosario, Santa Fe y Córdoba, además de Buenos Aires y Capital federal durante ese año. Las encuestas de fin de año los encontraron en los primeros lugares como banda Revelación.

### 1994-95:Sangrando
En 1994 hicieron la música del filme Labios de churrasco de Raúl Perrone y ese año editaron su segunda placa titulada Sangrando, con cortes como «Pejerrey» (video realizado por Andrés Fogwil), «Faisán», «Casi nadie» y «Sangrándonos». Fueron parte de la Gira Nuevo Rock Argentino de ese año que los llevó por Córdoba, Mendoza y Santa Fe como Los Brujos, Illya Kuryaki and the Valderramas, Babasónicos, Peligrosos Gorriones y 2 Minutos, entre otros. Fueron invitados a abrir el cierre de la gira mundial de Aerosmith en Córdoba y Buenos Aires, para más de 50 mil personas. En 1995 abrieron los shows de The Cult y Slash's Snakepit en el estadio Obras Sanitarias de Buenos Aires. Participaron de los compilados Fuck You que reunía versiones de la mítica banda argentina Sumo, recreando el clásico Hola Frank.

### 1996:98:Perros, perros y perros
En 1996 editaron su tercera placa titulada Perros, perros y perros con temas como «No chamuyes», «Celofán», «Hasta estallar» (con la participación de León Gieco), «Que pasa en el barrio», «Cuatro copas» y «No hay», entre otros. Además, el álbum contiene el clásico de la banda Luces de bar en su versión completa. El primer corte «No chamuyes», fue acompañado por un video realizado por Raúl Perrone que consiguió la más alta rotación en los canales musicales de cable como MTV Latino y MuchMusic, además de clasificar el tema entre los primeros puestos de FM Rock & Pop y Radio City (#1 durante dos semanas). Tras colmar la capacidad del lugar en la presentación oficial del álbum en Dr. Jekyll, compartieron escenario en festivales multitudinarios con Attaque 77, A.N.I.M.A.L., Massacre y Las Pelotas. Participaron del Festival Alternativo en el estadio de Ferro ante más de 20 000 personas compartiendo escenario con Marilyn Manson, Illya Kuryaki and the Valderramas, Los Fabulosos Cadillacs, entre otros.
Tras su habitual gira de verano por la costa atlántica, se presentaron el 13 de febrero de 1997 en el ciclo de Buenos Aires Vivo junto a León Gieco, en un festival al aire libre y gratuito al que asistieron más de 80 000 espectadores. En marzo se presentaron por primera vez, en la ciudad austral de Comodoro Rivadavia, ante más de 1500 personas, en tanto que el 5 de abril en Dr. Jekyll presentaron su nuevo corte «Qué pasa en el barrio», en un show muy especial con invitados como Ciro Pertusi (Attaque 77), Pedro Aznar y Federico Gil Solá, colgando el cartel «No hay localidades» por primera vez. Tras una exitosa gira por Córdoba y participar del concierto por Walter Bulacio en Cemento, Los Caballeros presentaron en agosto el segundo video de Perros, perros y perros en Dr. Jekylll, agotando las entradas nuevamente. Hasta estallar, realizado nuevamente por Raúl Perrone y rodado en el oeste del Gran Buenos Aires comienza a rotar en los canales musicales de cable en los primeros días de septiembre.
En septiembre Los Caballeros actuaron en Hurlingham, Rosario y Santa Fe, en tanto que para el mes de octubre fueron invitados a participar en el Festival Veinte Años de Lucha, ni un Paso Atrás, organizado por las Madres de Plaza de Mayo, en el Estadio Ferrocarril Oeste ante más de 35 000 personas, en el que compartieron escenario junto a Divididos, La Renga, León Gieco, Los Piojos, Las Pelotas, Malón, Rata Blanca, Attaque 77 y A.N.I.M.A.L, entre otros. En noviembre participan del Festival por la Identidad, gratuito en la Plaza de Mayo junto a Las Pelotas y Los Visitantes, organizado por la Asociación Abuelas de Plaza de Mayo, para una audiencia de más de 50 000 personas. En diciembre, junto a Divididos, Luis Alberto Spinetta, Memphis la Blusera, Illya Kuryaki and The Valderramas y Los Visitantes apoyan la huelga de hambre de los docentes con un festival en la Plaza de los dos Congresos ante 100 000 personas. Cierran el año en Dr. Jekyll de Capital Federal, colmando nuevamente la capacidad del local.
A comienzo de 1998 se encierran en la sala de ensayo para trabajar en el nuevo disco, no saliendo de gira por la costa atlántica por primera vez en su carrera. En este proceso participa Afo Verde, colaborando con la preproducción y los arreglos. En enero participan del ciclo Buenos Aires Vivo al Aire Libre junto a Las Pelotas, convocando más de 60 000 personas. En marzo de 1998 tocan en Cemento convocando casi 2000 personas para el show despedida de Perros, perros y perros, el último en Buenos Aires antes de su partida a Los Ángeles, donde en abril grabaron su cuarto álbum con producción de Gustavo Borner y donde además realizaron algunas presentaciones. El 24 de mayo de 1998 se presentaron en la segunda edición del Festival Ni un Paso Atrás en la ciudad de Rosario a beneficio de las Madres de Plaza de Mayo, junto a León Gieco, La Renga, Molotov, Todos Tus Muertos y Los Fabulosos Cadillacs.

### 1999:La paciencia de la araña
Con el disco ya terminado, Los Caballeros regresaron a los escenarios porteños el primer sábado de junio para convocar más de 2500 personas en una verdadera fiesta de reencuentro con su público. El nuevo trabajo titulado La paciencia de la araña llegó a las bateas a fines de julio, precedido por el primer corte «Rajá, rata» (#1 en FM Rock & Pop). El segundo corte, «Malvenido», fue acompañado de un video con máxima rotación en los canales de cable (#2 en MTV)[cita requerida]. En julio se presentan con singular éxito en Rosario y a principios de agosto en Ramos Mejía. En septiembre presentaron oficialmente la placa con un sensacional show en el Microestadio de Parque Sarmiento ante más de 5000 personas, con invitados como Lito Vitale y Ricardo Mollo. Coincidiendo con la salida de «Oxidado» como tercer corte, a fines de octubre comenzaron una gira que los llevó por La Plata, Bahía Blanca, Mar del Plata y Ramos Mejía.
En diciembre comenzaron en Quilmes una serie de festivales masivos junto a grupos como Los Fabulosos Cadillacs y Divididos que tendrá su momento cumbre en febrero en Hurlingham (50 000 personas) y en el Buenos Aires Vivo III (alrededor de 100 000 personas). En enero de 1999 los Caballeros tocan por primera vez como banda principal en el parador de la Rock & Pop Beach en el Parador Tamarindo ante una multitud. En el mes de febrero, la salida de Avanti, morocha, cuarto sencillo promocional de La Paciencia de la Araña, cambia la historia del grupo. A fines de ese mes alcanzan la marca de disco de oro (30 000 unidades). Un video realizado por Leatherface (los mismos de Malvenido) rankea rápidamente entre los más pedidos de los canales de cable en tanto, la acción en la radio se mantiene en el primer puesto de difusión durante todo marzo, convirtiéndolo en superhit. En el mes de marzo se presentaron en las ciudades de Santa Rosa (La Pampa), San Juan y colmaron las instalaciones de la disco Flight City de Ramos Mejía (actualmente Pinar de Rocha).
Del mes de abril al mes de junio de 1999 se lleva a cabo la primera parte de La Paciencia de la Araña Tour ´99/00, que abarca las ciudades y las localidades de Mar del Plata (provincia de Buenos Aires), Tandil (provincia de Buenos Aires), Olavarría (provincia de Buenos Aires), Paraná (provincia de Entre Ríos), Chajari 
(Entre Ríos) Trelew (provincia de Chubut), Comodoro Rivadavia (provincia de Chubut), Caleta Olivia (provincia de Santa Cruz), ciudad de Mendoza, Tupungato (provincia de Mendoza), Santa Rosa (provincia de La Pampa), Carmen de Areco (provincia de Buenos Aires), Córdoba Capital (junto a Divididos, Kapanga y Almafuerte) en el estadio Córdoba, Rafaela (provincia de Santa Fe) y ciudad de Rosario. En este primer tramo de la gira más de 30 000 personas vieron en vivo a Los Caballeros de la Quema.
De regreso, en Buenos Aires, el 12 de junio de 1999 se presentan en el Estadio Obras Sanitarias, ante más de 5500 personas en un show que recorrió temas de sus cinco discos y que se convertiría en el cedé doble Caballeros de la Quema / en vivo en Obras. El CD contiene el show completo, respetando el repertorio original del concierto. Con el tema «Oxidado» como corte de difusión, el disco agotó rápidamente sus 20 000 unidades numeradas. Paralelamente a sus giras Los Caballeros participan en dos trabajos discográficos: el CD Tributo a Sandro, en donde versionan el tema «Rosa, Rosa» y en la banda de sonido de la primera película argentina de animación computada, Condor Crux. En el mismo se incluye: «Yo voy a ser tu cruz», tema compuesto especialmente para esta banda sonora. En julio de 1999, Los Caballeros retoman la gira en su tramo dos, que abarca las ciudades de Luján (provincia de Bs. As.), Esperanza (provincia de Santa Fe), Brandsen (provincia de Buenos Aires), Concordia (provincia de Entre Ríos), San Salvador de Jujuy (provincia de Jujuy), San Miguel de Tucumán (provincia de Tucumán), San Justo (provincia de Santa Fe), San Carlos de Bariloche (provincia de Río Negro), Oberá (provincia de Misiones), Neuquén (provincia del Neuquén), Salta (provincia de Salta), La Plata (provincia de Buenos Aires), Monte Hermoso (provincia de Buenos Aires), Guatraché (provincia de La Pampa).
En este segundo tramo más de 40 000 personas vieron La Paciencia de la Araña Tour '99/00. De regreso, en Buenos Aires, en noviembre de 1999, Los Caballeros dieron un show en el Teatro Ópera con ventas completas, y convirtieron el recinto en una verdadera caldera. Despidieron el año 1999 con un show en el oeste del gran Buenos Aires, dando por finalizadas las presentaciones.
En enero de 2000 comenzaron la preproducción de su quinto álbum de estudio, sucesor del doble platino, 120 000 copias, La paciencia de la araña, en los estudios Del Cielito ubicados en Castelar (provincia de Buenos Aires), contando nuevamente con la presencia de Afo Verde, productor artístico del mismo. En el mes de febrero de 2000 realizan una minigira por la costa atlántica, Mar del Plata, Villa Gesell y Pinamar en multitudinarios shows gratuitos y al aire libre. A principio del mes de abril de 2000, Los Caballeros viajaron a la ciudad de Los Ángeles (Estados Unidos) para grabar, mezclar y masterizar su nuevo disco, Fulanos de nadie, bajo la dirección artística de Afo Verde, con Gustavo Borner en los controles. El nuevo álbum cuenta con la destacada participación de Pedro Aznar en los arreglos corales, Néstor Marconi en bandoneón, Harry Kim en trompeta, Art Velazco en trombón, Luis Conte en percusión, Portia Griffin y Jessica Williams en coros, John Acosta en violonchelo, Darrin McCam en viola y Novi Novog en viola en «Otro jueves cobarde» (compuesto por Iván Noble y Joaquín Sabina).

### 2000:Fulanos de nadie
El disco, Fulanos de nadie ve la luz en la tercera semana de agosto de 2000, siendo el funk «Rómulo y Remo» el primer corte del disco. La salida es acompañada del video del mismo, filmado en 16 mm por la productora Negro Films. En el video participan, entre otros León Gieco, Cacho Castaña, Fabián Gianola y Anabel Cherubito.
La presentación oficial de Fulanos de nadie, el 7 de octubre de 2000 en el Estadio Obras, Capital Federal, fue el reencuentro de Caballeros con su público porteño. Público que colmó, como el año anterior, las instalaciones del estadio de la avenida Libertador. Los músicos salieron a escena enfundados en trajes, como en la tapa del disco. En esta oportunidad, se sumaron músicos como, Fabián Veglio en trompeta, Pablo Fortuna en saxo alto, Marcelo Garófalo en saxo tenor, Daniel Buira en percusión, Carlos Corrales en bandoneón, Celsa Mel Gowland, Lorena Álvarez y Constanza Manigot en coros y Mora Godoy junto a Juan Manuel, bailando tango en Fulanos de nadie.
Para mediados del mes de octubre y hasta diciembre de 2000, Los Caballeros encaran la primera etapa de su gira nacional de presentación de su nuevo álbum. El 1 de diciembre de 2000 se presentan en la avenida Nueve de Julio y Diagonal Sur, con motivo del Día Mundial de la Lucha contra el Sida ante más de 10 000 personas junto a Virus. Entre show y show, cortaron «Sapo de otro pozo», segundo corte de Fulanos de Nadie. Nuevamente el video del tema estuvo a cargo de la productora Negro Films. El mismo es rodado en Ciudad Jardín Lomas del Palomar, en exteriores y en el bar Graf Zepelín donde Los Caballeros solían reunirse a tocar, hace algunos años, covers y reversiones de temas para sus amigos. El mismo cuenta con la participación de Valeria Giampaolini y Esteban Prol. El tema y el video, de alta rotación en radios y cadenas de música, logra convertirse en un verdadero suceso en el público, que lo canta completo en los recitales.
En el mes de noviembre de 2000 se presentan, por primera vez, en Río Grande y Ushuaia junto a Ratones Paranoicos y Kapanga, en dos shows multitudinarios.
El segundo tramo de la gira comienza en las playas de Mar del Plata, con la tradicional presentación para la Rock & pop beach, con récord absoluto de público en el parador Tamarindo. Ese verano, Mar del Plata recibiría tres veces la visita de los Caballeros. A la ya mencionada en enero de 2001, se sumarían dos en febrero de 2001, en la explanada del Casino, ante más de 4000 personas y en la Megadisco GO!, 2000 espectadores. Luego la gira veraniega llegaría al Teatro de Pinamar. En todos, el público bailó y cantó los temas de Fulanos... y pidió los clásicos de todos los discos: «Carlito», «Patri», «Oxidado», «Avanti, morocha» y «Hasta estallar» no faltaron del repertorio en ningún show. En el marco del ciclo Argentina Vivo 2, se presentaron, en el mismo mes y por primera vez, en la provincia de Corrientes. En un show con una asistencia estimada en más de 6000 personas, Los Caballeros despliegan ante un público entusiasta, Fulanos... y los éxitos de sus anteriores discos. En marzo de 2001 continuaron girando, esta vez en las ciudades de Gálvez (provincia de Santa Fe), San Juan (provincia de San Juan), el Club Sportivo Desamparados, ante 3500 personas. En el mes de abril de 2001, en un parate de la gira filman, nuevamente con la productora Negro Films, lo que será el tercer corte. El video de Fulanos de Nadie fue rodado en interiores con un tono netamente pictórico. El blanco y negro de las imágenes se entremezclan con la melodía del bandoneón, creando el clima que la banda buscaba para el tema. Para el casting, se presentó un concurso por la cadena Much Music, al que se presentaron más de 800 personas. Aprovechando su estadía en casa, Los Caballeros realizan en el Teatro Showcenter de Haedo, un show a sala repleta, que los reencuentra con el público del oeste.
Durante el mes de mayo de 2001 se presentaron en Bahía Blanca y en Pedro Luro (provincia de Buenos Aires), en el Gran Buenos Aires, en el Teatro Español de Lomas de Zamora y en el Gran Rivadavia, Flores y en la provincia de Santa Fe, en las localidades de Tostado y Granadero Baigorria. De regreso a Buenos Aires se presentaron nuevamente en el teatro Showcenter de Haedo, donde filmaron el video del cuarto corte de Fulanos de Nadie, «Basta para mí». Con otro agotado, Los Caballeros se reeencuentran con su público del oeste, en una noche muy fría, pero para recordar. A fines de junio de 2001 se presentaron en la ciudad de La Plata, para cerrar la segunda etapa de la gira. El mes de julio de 2001 los lleva por las ciudades de Laboulaye y Bell Ville (provincia de Córdoba). Y en dos presentaciones en Córdoba Capital y en Baradero (provincia de Buenos Aires), donde se presentaron ante más de 2000 personas, después de 4 años.

### 2001-02: Separación
El 1 de agosto de 2001, Ariel Garfield Caldara, tecladista de la banda desde el año 1996, falleció en su domicilio, a causa de lo que se conoce como muerte súbita. La banda, que tenía pautado para el 11 de agosto de 2001 una presentación en El Teatro, del barrio porteño de Colegiales, decidió realizar la misma en honor a Gárfield, aunque suspendió todo tipo de promoción y notas para dicho show. La presentación comenzó con el telón cerrado, la banda en silencio delante del público y palabras de Iván Noble agradeciendo al apoyo del público en este momento tan duro y difícil. La última presentación fue a fines de ese año en el Oeste, con Alejandro Sokol de Las Pelotas como invitado. Durante el verano de 2002,  Los Caballeros de la Quema anunciaron escuetamente a través de un texto en su sitio web, que habían decidido separarse.

### Regreso (2017 - presente): La Plata, Luna Park y Obras Sanitarias
La banda volvió en un único show el 23 de junio de 2017 en el Estadio Único de La Plata. El recital de "Los caballeros" se dio en el marco del festival Provincia Emergente, cuya organización estará a cargo del gobierno provincial. El 22 de junio de 2019 dieron un recital en el Estado Cubierto de Malvinas. Durante la pandemia por COVID-19, presentaron un show llamado «Mientras haya luces en el Tortoni», que se transmitió vía streaming desde el Café Tortoni. Luego se presentaron en febrero de 2020 en el Cosquín Rock.
En 2023, se presentaron en un marco de celebración de sus 25 años de trayectoria en el Estadio Luna Park, con localidades agotadas brindaron un show de más de una hora y media. El 22 de junio de 2024, darán uno de los shows más grandes de su carrera, en el Estadio Obras Sanitarias.

## Miembros

### Última formación
- Iván Noble: voz
- Carlos Arin: saxofón
- Martín Méndez: guitarra eléctrica
- Pablo Guerra: guitarra eléctrica
- Javier Cavo: batería
- Patricio "Pato" Castillo: bajo

### Anteriores
- Martín Carro Vila: bajo
- Alejandro Soraires: saxofón
- Martín Staffolani: saxofón
- Ariel Caldara: teclados

## Discografía
Álbumes de estudio
- 1991: Primavera negra
- 1993: Manos vacías
- 1994: Sangrando
- 1996: Perros, perros y perros
- 1998: La paciencia de la araña
- 2000: Fulanos de nadie

Ediciones especiales
- 1992: Primavera negra (2.ª edición)
- 2001: Fulanos de nadie (2.ª edición)

Álbumes en vivo
- 1999: En vivo
- 2017: Vivo en el Provincia Emergente - Estadio único de La Plata (CD + DVD)

Álbumes recopilatorios
- 2006: Obras cumbres

## Videos oficiales
| Año  | Título                                   | Álbum                          |
| ---- | ---------------------------------------- | ------------------------------ |
| 1993 | Carlito                                  | Manos vacías                   |
| 1994 | Pejerrey                                 | Sangrando                      |
| 1996 | No chamuyes                              | Perros, perros y perros        |
| 1996 | Hasta estallar (con León Gieco)          | Perros, perros y perros        |
| 1998 | Malvenido                                | La paciencia de la araña       |
| 1998 | Me voy yendo                             | La paciencia de la araña       |
| 1999 | Avanti Morocha                           | La paciencia de la araña       |
| 2000 | Rómulo y Remo                            | Fulanos de nadie               |
| 2000 | Sapo de otro pozo                        | Fulanos de nadie               |
| 2001 | Fulanos de nadie                         | Fulanos de nadie               |
| 2001 | Basta para mí                            | Fulanos de nadie               |
| 2001 | Otro jueves cobarde (con Joaquín Sabina) | Fulanos de nadie (2.ª edición) |